# Perseverance
Perseverance (hrv. ustrajnost, upornost) je marsovski rover proizveden u Laboratoriju za mlazni pogon kao dio NASA-ine misije Mars 2020. Perseverance nosi sedam znanstvenih instrumenata za proučavanje marsovske površine u krateru Jezero. Ima ukupno 23 kamere i dva mikrofona. S roverom je lansiran helikopter Ingenuity koji je izvršio prvi let na drugom planetu 19. travnja 2021. godine. Rover je lansiran 30. srpnja 2020. u 7:50 EDT (11:50 UTC) s Cape Canaverala na raketi Atlas V, a potvrda da je rover uspješno sletio na Mars primljena je 18. veljače 2021.
Perseverance je napravila ista skupina inženjera koja je napravila Curiosity, i oba su rovera jako slična. Inženjeri su redizajnirali Perseverance-ove kotače kako bi bili robustniji nego od Curiosity-a, koji su pretrpjeli neke štete.  Rover posjeduje robotsku ruku s pet zglobova dugu 2.1 m. Ruka će se koristiti za analizu geoloških uzoraka s marsovske površine. RTG ima masu od 45 kilograma i sadrži 4.8 kilograma plutonijevog dioksida kao izvora stalnog opskrbe toplinom koja se pretvara u električnu energiju. Proizvodnja električne energije iznosi oko 110 W pri pokretanju, s malim smanjenjem tijekom misije. Sličan način napajanja korišten je kod misije Viking.

## Glavni ciljevi
Rover Perseverance će na Marsu:
- Istražiti geološki raznoliko mjesto slijetanja
- Procijeniti mogućnost drevnog života
- Potražiti znakove drevnog života, posebno u stijenama za koje se zna da vremenom čuvaju znakove života
- Prikupiti uzorke stijena i tla koji bi bili vraćeni na Zemlju budućom NASA-inom misijom
- Demonstrirati tehnologiju za buduće robotske i ljudske misije

## Galerija
- Prva Perseveranceova fotografija
- Prva Perseveranceova fotografija u boji
- Jedan od roverovih kotača.
- Prva zračna slika rovera Perseverance. To je i prva zračna slika rovera u povijesti istraživanja Marsa, isključujući satelitske snimke.